# Sîhnaiivka, Șpola
Sîhnaiivka (în ucraineană Сигнаївка) este o comună în raionul Șpola, regiunea Cerkasî, Ucraina, formată numai din satul de reședință.

## Demografie
Componența lingvistică a comunei Sîhnaiivka
     Ucraineană (97,79%)
     Rusă (1,46%)
     Alte limbi (0,55%)
Conform recensământului din 2001, majoritatea populației comunei Sîhnaiivka era vorbitoare de ucraineană (97,79%), existând în minoritate și vorbitori de rusă (1,46%).